# Joseph Hyrtl
Josef Hyrtl (7 décembre 1810 à Eisenstadt – 17 juillet 1894 à Perchtoldsdorf près de Vienne) est un anatomiste autrichien.

## Biographie
Hyrtl est né à Eisenstadt (dans l'ancienne Hongrie). Il a commencé ses études de médecine à Vienne en 1831. Son père était hautboïste dans l'« orchestre de la cour princière Esterhazy » à Eisenstadt et Hyrtl a commencé comme enfant de chœur à Vienne. Ses parents n'étant pas très à l'aise, il a dû trouver de l'argent pour poursuivre ses études médicales.
Comme étudiant en médecine, il attire l'attention de ses professeurs : en 1833, il est nommé préparateur en anatomie. Il devient assistant de Joseph Julius Czermak (de) et est nommé plus tard directeur du muséum. Il donne des cours d'anatomie pour les étudiants et des cours d'anatomie pratique pour les physiologistes.
En 1837, (à l'âge de 26 ans seulement) il est nommé professeur à l'Université Charles de Prague. Très apprécié, il y écrit des ouvrages traduits dans de nombreuses langues. En 1845, il est nommé à Vienne. Il rédige le Manuel d'anatomie topographique, l'un des manuels les plus pratiqués dans les écoles de médecine. En 1850, il fonde à Vienne, le  Muséum d'anatomie comparée . Il y fournit beaucoup de préparations aux muséums du monde entier.
En 1856 Hyrtl est élu membre de la Leopoldina. En 1857, il est élu membre correspondant de l'Académie des sciences de Berlin. En 1864, à l'occasion du 500e anniversaire de l'Université de Vienne, il est élu recteur, comme professeur le plus réputé de l'université. Son discours inaugural sur « La conception matérialiste de notre temps » fait sensation.
Dans les années 1860, Hyrtl avait rencontré la poétesse Auguste Maria Conrad (née baronne Gaffron-Oberstradam), plus tard connue sous le nom d'Auguste Hyrtl (de). En 1869, lorsqu'il acquiert une résidence à Perchtoldsdorf, elle se présente déjà comme sa femme, alors qu'elle est toujours mariée à Conrad. Ce n'est qu'en 1870, après la mort de Conrad, qu'ils se marient à Vienne.
En 1874, sa vue ayant fortement décliné, il pose sa démission d'enseignant et se retire avec sa femme dans sa maison de Perchtoldsdorf. Il établit un laboratoire dans la tour sud du château de Perchtoldsdorf, où il poursuit ses recherches jusqu'à sa mort.
Le 17 juillet 1894, il est trouvé mort dans son lit. Il avait légué toute sa fortune à des institutions charitables ; ainsi, à Mödling, en Basse-Autriche, un orphelinat porte son nom.
Son frère Jacob Hyrtl (1799-1868) était un graveur viennois de renom qui légua à son frère Joseph le crâne présumé de Mozart. Josef Hyrtl, après examen du crâne, le confia au Mozarteum de Salzbourg

## Œuvres

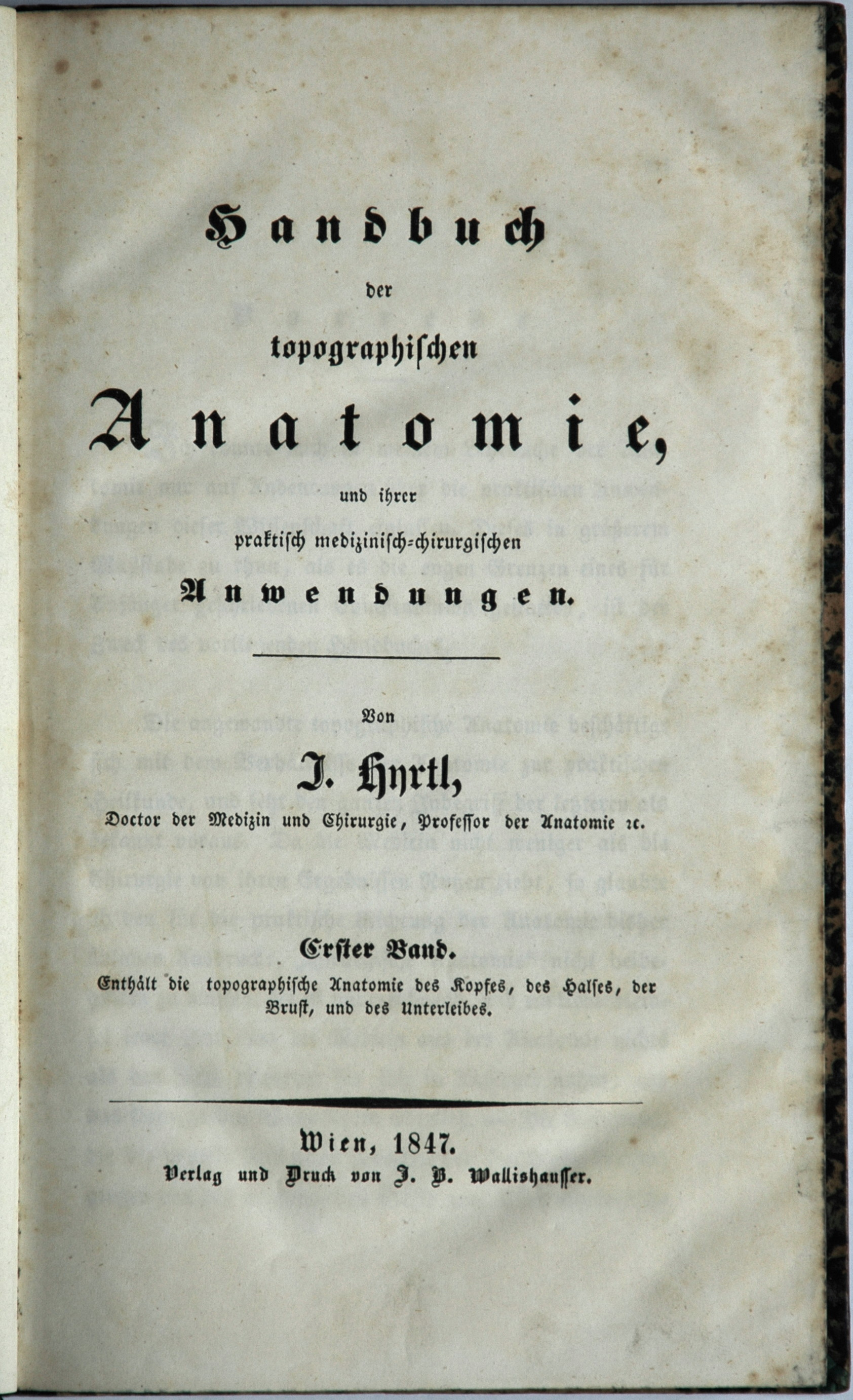
Joseph Hyrtl : Cours d'anatomie topographique. Page de titre de la première édition.

- Lehrbuch der Anatomie des Menschen  « Cours d'anatomie humaine » ; Prague, 1846 ;
- Handbuch der topographischen Anatomie « Manuel d'anatomie topographique » ; Vienne, 1853 ;
- La conception matérialiste de notre temps ; discours inaugural au rectorat de l'Université de Vienne, 1857 ;
- Handbuch der Zergliederungskunst « Manuel de l'art de la dissection » ; Vienne, 1860.
- Die Corrosions-Anatomie und ihre Ergebnisse « L'étude de la corrosion anatomique et ses résultats » ; Vienne, 1873 ;
- Das Arabische und Hebräische in der Anatomie « L'arabe et l'hébreu dans l'anatomie », Vienne, 1879.

## Notes et références

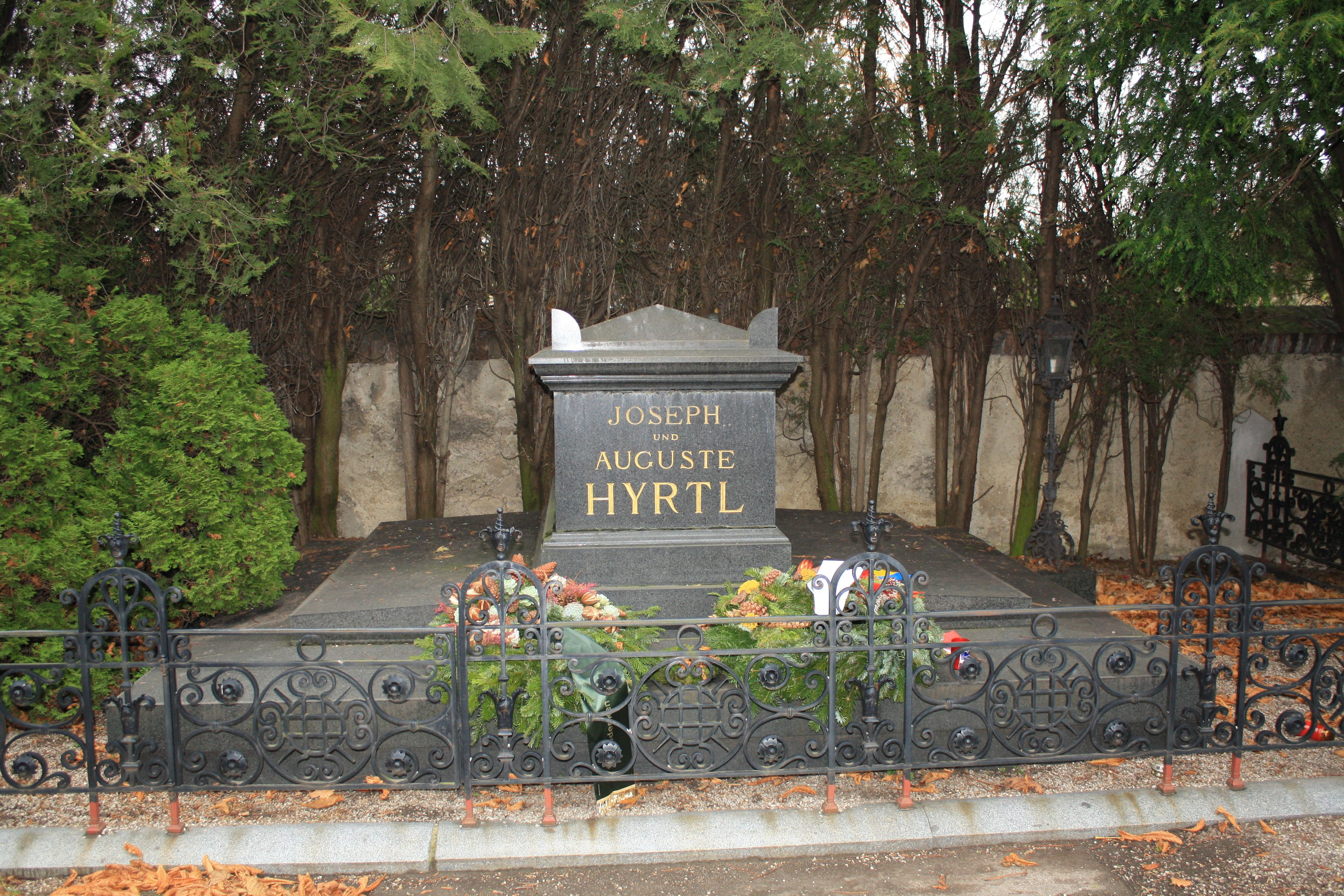
Tombe dans le cimetière de Perchtoldsdorfer.